# 小行星8110
小行星8110（英語：8110 Heath）是一颗围绕太阳公转的小行星。1995年2月27日，小林隆男在大泉町发现了此天体。
这颗小行星的绝对星等为68.88694163950593等。